# Sens-Sud-Est (tổng)
Tổng Sens-Sud-Est là một tổng của Tỉnh của Yonne của Pháp.
Tổng Sens-Sud-Est được tạo năm 1970. Cùng với các tổng Sens-Nord-Est và Sens-Ouest đã thay thế 2 tổng cũ là Sens-Nord và Sens-Sud.

## Phân chia hành chính
Tổng Sens-Sud-Est được chia thành các xã:
- Maillot;
- Malay-le-Grand;
- Malay-le-Petit;
- Noé;
- Passy;
- Rosoy;
- Sens (một phần của xã);
- Vaumort;
- Véron.